# Aoife MacMurrough

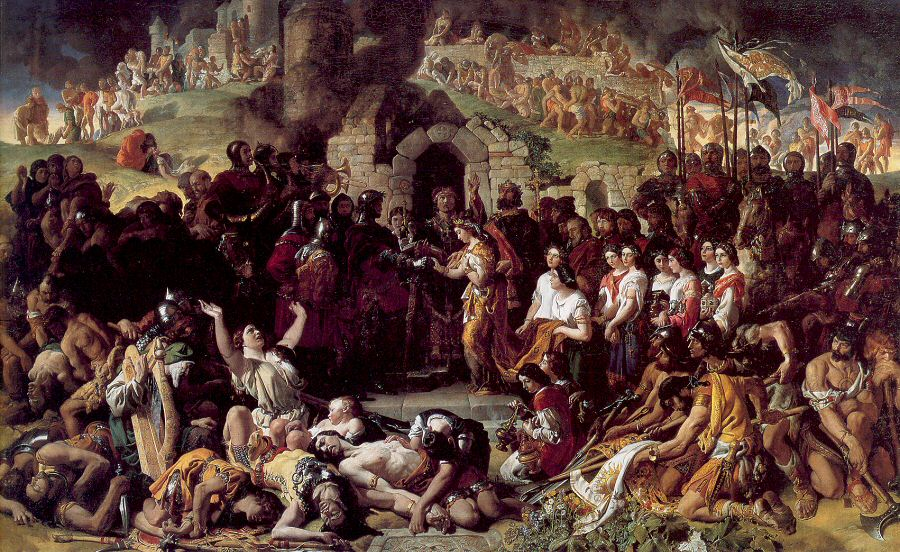
Die Hochzeit von Strongbow und Eva auf einem Gemälde von Daniel Maclise von 1854 mit einer romantisierenden Darstellung der Hochzeit von Aoife und Richard de Clare. in den Ruinen von Waterford.

Aoife MacMurrough (* etwa 1145 in Irland; † 1188 ebenda), irisch Aoife Ní Diarmait, auch bekannt als Eva von Leinster, war die Tochter von Dermot MacMurrough (ca. 1110–1171), irisch: Diarmait Mac Murchada, König von Leinster, und dessen Frau Mór Ní Tuathail (ca. 1114–1191).

## Heirat
Am 29. August 1170, nach der anglonormannischen Invasion Irlands, die ihr Vater gefordert hatte, heiratete sie Richard de Clare, Earl of Pembroke, besser bekannt als Strongbow, den Anführer der normannischen Invasoren, in Reginald’s Tower in Waterford. Ihr Vater hatte sie Strongbow als Lohn für die Invasion versprochen, die er bei einem Besuch in England erbeten hatte. Nach irischem Recht durfte er sie nicht ohne ihre Einwilligung verheiraten, doch einer arrangierten Ehe konnte sie sich nicht entziehen. Die Heirat sicherte nach anglo-normannischem Recht Strongbow die Thronfolge von Leinster. Nach altem irischem Recht wäre ein Cousin der gesetzliche Thronfolger gewesen, doch es kannte auch einen Transfer von „Schwertland“ an einen Eroberer. Aoife führte Kriege für die Interessen ihres Ehemanns und wurde deshalb auch als „Rote Eva“ bezeichnet (irisch Aoife Rua).
Sie hatte zwei Söhne und eine Tochter mit ihrem Ehemann, und über ihre Tochter Isabel de Clare, 4. Countess of Pembroke umfasste ihre Nachkommenschaft innerhalb weniger Generationen einen großen Teil des europäischen Adels einschließlich der Herrscher von Schottland seit Robert I. von Schottland (1274–1329) und England seit Heinrich IV. (1367–1413); dazu fast alle Gemahlinnen Heinrich VIII. Bestattet wurde sie in der Gruft des Kilkenny Castle.